# Le donne del club omicidi
Le donne del club omicidi è il quarto romanzo poliziesco dello scrittore statunitense James Patterson della serie di racconti con protagonista è Lindsay Boxer, detective della polizia di San Francisco. Il ciclo, che ha come personaggio principale il detective Boxer verrà ribattezzato "le donne del Club Omicidi", proprio dal nome del club fondato dal detective Boxer e dalle sue amiche. Il titolo inglese, 4th of July riprende l'abitudine di Patterson che, per questa serie di romanzi, aveva usato un numero progressivo per ogni titolo, partendo da 1st to die (Primo a morire), 2nd Chance (Seconda chance) e infine con 3rd Degree (Terzo grado). I traduttori italiani hanno ritenuto di non proseguire con questa tipologia di titoli, infatti da questo quarto romanzo in avanti, non vi sarà riscontro tra il titolo italiano e quello originale. Da questo libro è iniziata per la serie "Le donne del club omicidi" la collaborazione con la scrittrice Maxine Paetro.  

## Trama
Il detective Boxer è al lavoro: questa volta nei sobborghi di San Francisco vengono rinvenuti corpi di vittime torturate ed uccise senza pietà. Unico comun denominatore una Mercedes nera. Durante una serata tra amiche Lindsay viene contattata perché la presenza di una Mercedes nera in un quartiere malfamato ha messo in sospetto il collega Jacobi. Lindsay interviene ma l'auto sospetta si allontana velocemente, inizia un inseguimento al termine del quale i due conducenti dell'auto sparano contro Lindsay e il suo partner. Lei, pur colpita, risponde al fuoco e uno degli aggressori muore, mentre l'altro rimane ferito. L'amara scoperta è che i due sono adolescenti, i fratelli Cabot, di cui nessuno avrebbe sospettato la capacità criminale. Lindsay viene incolpata di aver bevuto e di non aver saputo valutare la situazione, inizia così un processo contro di lei e contro il dipartimento di polizia. La sospensione dal servizio convince Lindsay a cambiare aria e trasferirsi fuori San Francisco a casa della sorella; lì sente tutto il peso di quello che sta passando, dalla morte della cara amica Jill al dubbio sul comportamento di quella notte: ma Lindsay è una persona responsabile, non sarebbe andata in servizio se non si fosse sentita in perfetta forma, però il dubbio rimane. Ma gli assassini non la lasciano tranquilla, e così anche se fuori servizio e fuori dalla propria giurisdizione, la Boxer riunisce il Club, al quale si è aggiunta Yuki Castellano, brillante avvocato, per acciuffare un folle che, apparentemente, risulta sempre un passo avanti a lei…

## Edizioni
- James Patterson, Le donne del club omicidi, tradotto da Biavasco A. Guani V., 2006, pagine 308, Longanesi (La Gaja Scienza)